# Вуоснайокі
Вуоснайокі (рос. Вуоснайоки) — річка у Росії, на кордоні Республіки Карелія (Лоухський район) та Мурманської області (Кандалакський район).
Довжина річки становить 66 км, площа водозбірного басейну — 661 км².

## Опис

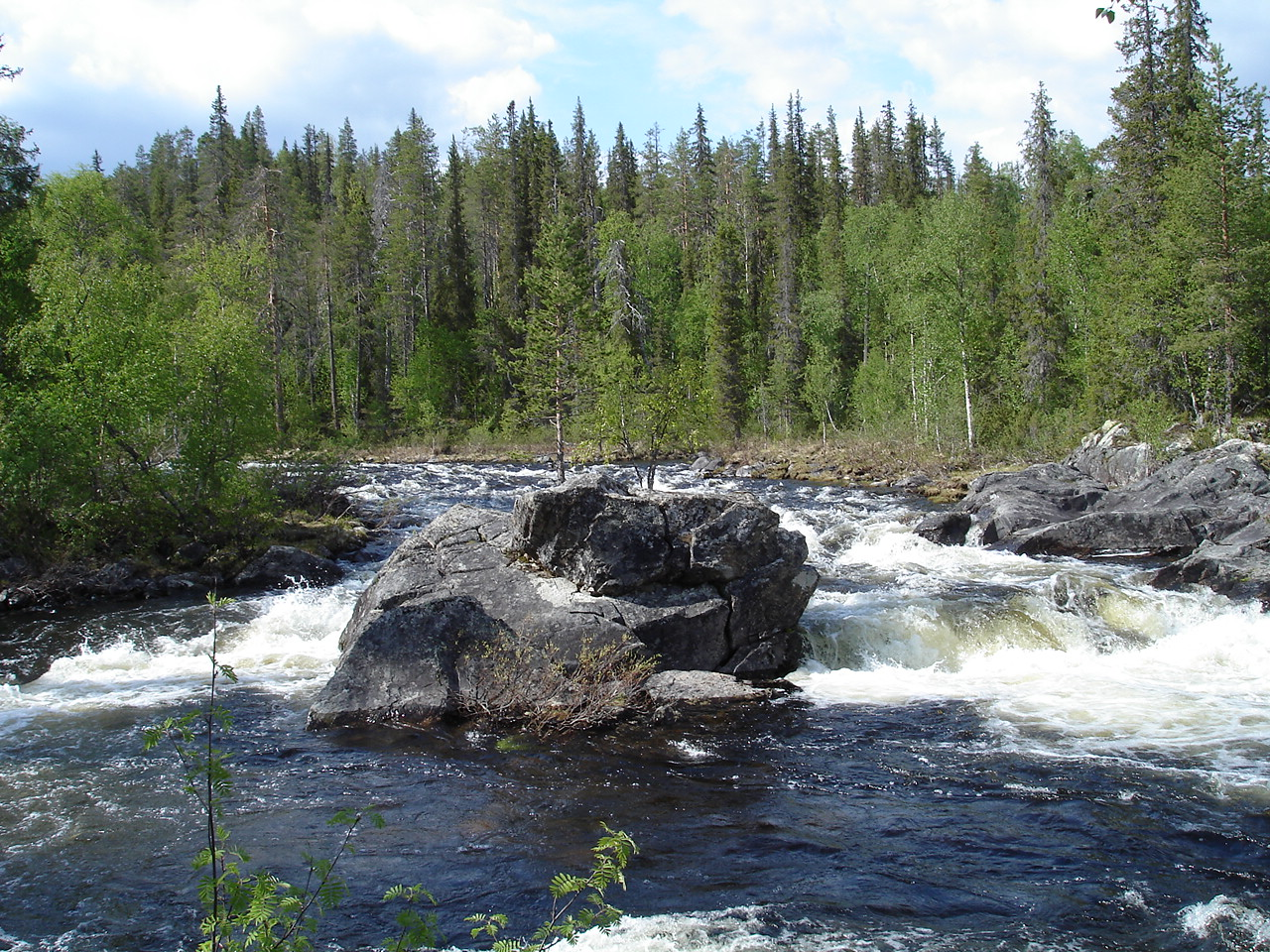
Поріг Острівний на Вуоснайокі

Бере початок у озері Вуоснаярві під горою Вуоснатунтурі в Кандалакському районі Мурманської області на висоті 307 м над рівнем моря. Протікає в безлюдній місцевості поблизу російсько-фінського кордону. Проходить через озера Хосіярві, Куйваярві, Юлім-Ноуккаярві, Алім-Ноуккаярві, Касіярві, Тутіярві, Аухтіярві, Нілуттіярві, Юрхямяярві та Яварруярві. Найбільші притоки Хосійокі і Ноуккайокі. Впадає в озеро Ніваріярві (басейн Кутсайокі) на висоті 199 м над рівнем моря. Протікає лісовою (переважно ялина, береза), місцями заболоченою місцевістю. Живлення переважно снігове. Рівень води у річці сильно залежить від пори року і змінюється на кілька метрів. На деяких ділянках порожиста. Найближчі до річки населені пункти: село Алакуртті, селище Вуоріярві (нежиле). Річка протікає в заказнику «Кутса» (для відвідування номінально потрібен пропуск) і на території прикордонної зони (для відвідування останньої потрібно пропуск, який необхідно заздалегідь замовляти в селі Алакурті).

## Дані водного реєстру
За даними державного водного реєстру Росії відноситься до Беренцово-Біломорського басейнового округу, водогосподарська ділянка річки — Ковда від Кумського до Іовського гідровузлів, річковий підбасейн річки відсутній. Річковий басейн річки — басейни річок Кольського півострова і Карелії.
За даними геоінформаційної системи водогосподарського районування території РФ, підготовленої Федеральним агентством водних ресурсів:
- Код водного об'єкта в державному водному реєстрі Росії — 02020000512102000001112
- Код за гідрологічною вивченістю (ГВ) — 102000111
- Код басейну — 02.02.00.005
- Номер тома за ГВ — 02
- Випуск за ГВ — 0

## Карельський Башкаус
Останні 5 км річки (від озера Юрхямяярві до гирла) відомі в туристичній топоніміці як Карельський Башкаус або Червоненька (рос. Красненькая). Ширина цієї ділянки — від 7 до 25 м. Ухил Карельського Башкаусу — близько 10 м/км (один з найбільших для річок російської півночі). На ділянці Карельський Башкаус є безліч порогів і шивер. Річка здебільшого протікає у кам'яних каньйонах і є популярним місцем відвідування для туристів-водників. Плавання по ній зазвичай пов'язують з подальшим проходженням річок Кутсайокі і Тумчі. Зазвичай маршрут Карельського Башкауса проходять за ½-3 дні в залежності від підготовки і типів плавзасобів. Початком сплаву (і початком Карельського Башкауса) є напівзруйнований міст біля озера Юрхямяярві, відомим під ім'ям «Чортів міст».

### Список основних перешкод Карельського Башкауса
- Каньйон Короткий — 4 к. в. (категорія важкості)
- Поріг Кам'янистий — 3 к. в.
- Поріг Острівний — 3 к. в.
- Поріг Стрибок — 3 к. в.
- Поріг Щічки — 3 к. в.
- Поріг Кавказький — 5 к. в.
- Поріг Гірка — 4 к. в.[2]

## Топографічні карти
- Аркуш карти Q-35-47,48. Масштаб: 1 : 100 000. (рос.)
- Аркуш карти Q-35-59,60 Хаутави. Масштаб: 1 : 100 000. (рос.) Зазначити дату випуску/стану місцевості.